# Hrisoula Anagnostopoulou
Hrisoula Anagnostopoulou (27. kolovoza 1991.) grčka je atletičarka, natjecateljica u bacanju diska. Osvajačica je brončanog odličja s Mediteranskih igara 2013. u turskom Mersinu. Završila je treća iza prve Sandre Perković i druge Dragane Tomašević.
Osim bronce s Mediteranskih igara nema značajnijih uspjeha u svojoj karijeri. Na Europskom prvenstvu 2014. u Zürichu bila je 18. u prednatjecanju, dok se na Europskom prvenstvu 2016. u Amsterdamu plasirala u završnicu, gdje je bila 9. od 12. natjecateljica.
Jedini nastup na svjetskom prvenstvu ostvarila je 2015. u Pekingu.  Bila je 23. u prednatjecanju s rezultatom od 58,26 metara, koji nikako nije vodio u završnicu natjecanja. 
Osobni rekord (61,40 m) bacila je u Hániji tijekom 2015. godine. 